# Маккленні-Тракт (Каліфорнія)
Маккленні-Тракт (англ. McClenney Tract) — переписна місцевість (CDP) в США, в окрузі Туларе штату Каліфорнія. Населення — 15 осіб (2020).

## Географія
Маккленні-Тракт розташоване за координатами 35°49′19″ пн. ш. 118°38′52″ зх. д. / 35.82194° пн. ш. 118.64778° зх. д. (35.821984, -118.647839).  За даними Бюро перепису населення США в 2010 році переписна місцевість мала площу 1,60 км², уся площа — суходіл.

## Демографія
Згідно з переписом 2010 року, у переписній місцевості мешкало 10 осіб у 4 домогосподарствах у складі 3 родин. Густота населення становила 6 осіб/км².  Було 44 помешкання (28/км²).
Расовий склад населення:
| - 90,0 % — білих |

До двох чи більше рас належало 10,0 %. Частка іспаномовних становила 0,0 % від усіх жителів.
За віковим діапазоном населення розподілялося таким чином: 30,0 % — особи молодші 18 років, 20,0 % — особи у віці 18—64 років, 50,0 % — особи у віці 65 років та старші. Медіана віку мешканця становила 55,0 року. На 100 осіб жіночої статі у переписній місцевості припадало 42,9 чоловіків;  на 100 жінок у віці від 18 років та старших — 40,0 чоловіків також старших 18 років.
Цивільне працевлаштоване населення становило 2 особи. Основні галузі зайнятості: мистецтво, розваги та відпочинок — 100,0 %.